# Kilflynn
Kilflynn (iriska: Cill Flainn) är ett samhälle norr om Tralee i grevskapet Kerry på Irland. Kilflynn ligger strax bredvid N69-vägen från Listowel till Tralee. 
Horatio Herbert Kitchener tillbringade en del av sitt liv i Crotta House som ligger i närheten. 